# Миченер, Чарлз
Чарлз Миченер (англ. Charles Duncan Michener; 22 сентября 1918 — 31 октября 2015) — американский энтомолог, профессор, академик Национальной академии наук США (1965), крупнейший специалист по систематике и биологии пчёл, описавший 618 новых для науки видов этих жалящих и других насекомых (92 вида были названы в его честь). Его фундаментальный труд «Пчёлы мира» (The Bees of the World, 2000, 2007) называют Библией для всех, кто занимается пчёлами.

## Биография
Родился в Пасадине (Калифорния, США). Его первая отрецензированная научная статья была опубликована в 1934 году в возрасте 16 лет. В 1939 году он стал бакалавром (B.S.), а в 1941 году защитил диссертацию по энтомологии (Ph.D.; опубликована с дополнениями в 1944 году) в Калифорнийском университете в Беркли. С 1948 года работал в качестве профессора в Канзасском университете, где в 1949—1961 и 1972—1975 годах возглавлял кафедру энтомологии. В 1965 году избран членом Национальной академии наук США, а в 1974 году он стал директором энтомологического музея «Snow Entomological Museum» (ныне подразделения в составе University of Kansas Natural History Museum). Миченер был редактором нескольких научных энтомологических журналов: Evolution (редактор в 1962—1964), Annual Review of Ecology, Evolution, and Systematics (заместитель редактора в 1970—1985) и Insectes Sociaux (американский соредактор в 1954—1955 и снова в 1970—1985 годах). Он был президентом нескольких научных обществ: Kansas Entomological Society (президент в 1950), Society for the Study of Evolution (президент в 1967), Society of Systematic Zoology (президент в 1968) и American Society of Naturalists (президент в 1978). В 1977 году Миченер был избран президентом Международного союза исследователей общественных насекомых и организовывал 9-й Международный энтомологический конгресс в 1982 году.
В феврале 2001 года «Ассоциация американских издателей» (en:Association of American Publishers) наградила Миченера престижной наградой «R.R. Hawkins Award» в категории «Outstanding Professional Reference or Scholarly Work» 2000 года за его монографический труд «Пчёлы мира» (The Bees of the World).
С женой Мэри (Mary Michener), умершей в 2010 году в возрасте 91 года, они совместно прожили почти 70 лет.

## Основные труды
Исследовал систематику, биологию и морфологию пчёл, автор современной классификации пчелиных мировой фауны. Описал 618 новых для науки видов членистоногих, включая 579 видов пчёл, восемь видов наездников Ichneumonidae, 24 вида бабочек и семь видов клещей. Также он описал более двух сотен новых таксонов родового и выше уровня: 262 родового уровня (род, подрод) и 26 уровня семейства (трибы, подсемейства и так далее). Ещё 92 новых для науки вида были названы другими учёными в его честь. Всего им в 1935—2015 годах опубликовано 514 статей и книг. Статьи вышли в 88 различных научных журналах и сериях.
- Michener, C. D. (1944). Comparative external morphology, phylogeny, and a classification of the bees. Bulletin of the American Museum of Natural History 82: 151—326.
- Michener, C. D. (1952). The Saturniidae (Lepidoptera) of the Western Hemisphere — Morphology, Phylogeny, and Classification. Bulletin of the American Museum of Natural History 98: 337—501.
- Michener, C. D. (1953). Comparative morphological and systematic studies of bee larvae with a key to the families of hymenopterous larvae. University of Kansas Science Bulletin 35: 987—1102.
- Michener, C. D. (1954). The bees of Panama. Bulletin of the American Museum of Natural History 104: 1-176.
- Michener, C. D., Sokal, R. R. (1957). A quantitative approach to a problem in classification. Evolution 11: 130—162.
- Sakagami, S. F., Michener, C. D. (1962). The Nest Architecture of the Sweat Bees (Halictinae), a Comparative Study. University of Kansas Press. 135 pp.
- Michener, C. D. (1964). Evolution of the nests of bees. American Zoologist 4: 227—239.
- Michener, C. D. (1965). A classification of the bees of the Australian and South Pacific regions. Bulletin of the American Museum of Natural History 130: 1-362.
- Michener, C. D. (1974). The Social Behavior of the Bees. Harvard University Press. 404 pp.
- Michener, C. D. (1975). A taxonomic study of African allodapine bees (Hymenoptera, Anthophoridae, Ceratinini). Bulletin of the American Museum of Natural History 155: 67-240.
- Michener, C. D. (1979). Biogeography of the bees. Annals of the Missouri Botanical Garden 66: 277—347.
- Michener, C. D. (1990). Classification of the Apidae. University of Kansas Science Bulletin 54: 75—153.
- Roig-Alsina, A., Michener, C.D. (1993). Studies of the phylogeny and classification of long-tongued bees. University of Kansas Science Bulletin 55: 124—162.
- Michener, C. D., McGinley, R. J., Danforth, B. N. (1994). The Bee Genera of North and Central America. Smithsonian Institution Press. 209 pp.
- Alexander, B. A., Michener, C. D. (1995). Phylogenetic studies of the families of short-tongued bees. University of Kansas Science Bulletin 55: 377—424.
- Michener, Charles D. The Bees of the World. — 1st Edition. — Baltimore, Maryland: Johns Hopkins University Press, 2000. — 913 p. — ISBN 0-80818-6133-0. (2-е издание вышло в 2007 году)
- Michener, C. D. (2002). The bee genus Chilicola in the tropical Andes, with observations on nesting biology and a phylogenetic analysis of the subgenera (Hymenoptera: Colletidae: Xeromelissinae). Scientific Papers, Natural History Museum, The University of Kansas 26: 1—47.
- Michener, C. D. (2002). Duckeanthidium, a genus new to Central America, with generic synonymy and a new species (Hymenoptera: Megachilidae). Journal of the Kansas Entomological Society 75(4): 233—240.
- Michener, C. D. & S. Boongird. (2004). A new species of Trigona from Peninsular Thailand (Hymenoptera: Apidae: Meliponini). Journal of the Kansas Entomological Society 77(2): 143—146.
- Michener, Charles D. The Bees of the World. — 2nd Edition. — Baltimore, Maryland: Johns Hopkins University Press, 2007. — 953 (xvi+, +20 pls.) p.

### Признание и награды
- Стипендия Гуггенхайма, 1955
- Академик Национальной академии наук США, 1965 год.
- Почётный член Brazilian Academy of Sciences.
- Президент Kansas Entomological Society (в 1950 году).
- Стипендия Гуггенхайма, 1966 год[12].
- Президент Society for the Study of Evolution (в 1967 году).
- Президент Society of Systematic Zoology (в 1968 году).
- Президент Международного союза исследователей общественных насекомых (в 1977 году).
- Вице-президент Международного общества гименоптерологов в 1985—1988 годах.
- Президент American Society of Naturalists (в 1978 году).
- «R.R. Hawkins Award» (2001, en:Association of American Publishers).
- «Thomas Say Award» (1997, Энтомологическое общество Америки).
- «The Hamilton Award» (2010)[13].

### Эпонимия
Разными учёными мира 92 новых для науки вида насекомых и паукообразных были названы в честь Ч. Миченера в знак признания его выдающихся заслуг в области энтомологии. Первый вид был назван в его честь ещё в 1934 году энтомологом Jay R. Traver (1894—1974): Ephemerella micheneri Traver (ныне Serratella micheneri), который он сам и нашёл в возрасте 14 лет.
- Andrena micheneriana LaBerge, 1978 (Andrenidae, Hymenoptera)
- Anthophora micheneri Brooks, 1988 (Apidae, Hymenoptera)
- Calisto micheneri Clench, 1943 (Nymphalidae, Lepidoptera)
- Cerceris micheneri Scullen, 1972 (Crabronidae, Hymenoptera)
- Euplectrus charlesmicheneri Hansson, 2015 (Eulophidae, Chalcidoidea)
- †Lydasialis micheneri Shcherbakov, 2013 (Nanosialidae, Megaloptera)
- Pterocheilus micheneri Bohart, 1940 (Vespidae)
- Serratella micheneri Traver, 1934 (=Ephemerella micheneri, Ephemeroptera)
- Tipula micheneri Alexander, 1944 (Tipulidae, Diptera)
- Venturia micheneri Wahl, 1987 (Ichneumonidae, Hymenoptera).
- Другие виды.